# Pico da Bandeira
De Pico da Bandeira (uit het Portugees: "Top van de Vlag") is met 2.892 meter de op twee na hoogste berg van Brazilië. De berg maakt deel uit van het gebergte Serra do Caparaó en ligt op de grens van de staten Espírito Santo en Minas Gerais.
De berg kreeg de naam omdat keizer Peter II beval dat er een vlag op de top gevoerd moest worden. Tot de jaren '50 dacht men dat het de hoogste berg van Brazilië was. Toen werd echter de Pico da Neblina opgemeten, en deze bleek hoger te zijn. Wel is het de hoogste berg van de staten Espírito Santo en Minas Gerais.
De top van de berg ligt officieel in Espírito Santo. Op de top staan een kruis en een christusbeeld. Tevens staat er een zendmast die niet meer in gebruik is.
De berg is de belangrijkste attractie van het Nationaal Park van de Caparaó. De beklimming is relatief gemakkelijk. Zowel van de kant van Espírito Santo als van Minas Gerais zijn er goed aangegeven paden. Veel toeristen klimmen 's nachts om vanaf de top de zon te zien opkomen. De meest populaire nacht is wanneer het volle maan is in juni.
De gemakkelijkste route loopt via het Nationaal Park. Deze is te bereiken vanuit de plaats Alto Caparaó in Minas Gerais. Vanaf daar kan men nog 8 km per auto afleggen, men stijgt dan 1.000 meter. Daarna moet men te voet over een afstand van 9 km nogmaals 1.000 meter klimmen.